# Нодар Чітанава
Нодар Амвросійович Чітанава (груз. ნოდარ ჭითანავა, 10 березня 1935, село Чкадуаші Зугдідського району Грузинської РСР, тепер Грузія) — радянський грузинський державний і партійний діяч. Голова Ради міністрів Грузинської РСР (1989—1990). Член ЦК КПРС у 1990—1991 роках. Депутат Верховної Ради СРСР 10—11-го скликань.
Доктор економічних наук, професор. Директор науково-дослідного інституту економічних та соціальних проблем при Міністерстві економіки Грузії. Дійсний член Академії сільського господарства, академік Академії економічних наук Грузії, голова дисертаційної ради, завідувач кафедри макроекономіки сухумської філії Грузинського технічного університету.

## Життєпис
Народився в селянській родині. У 1954 році закінчив середню школу.
З 1954 року працював колгоспником колгоспу села Чкадуаші, потім техніком будівельного управління № 5 Зугдідського району. Одночасно навчався на заочному відділенні будівельного факультету Грузинського політехнічного інституту імені Леніна.
Член КПРС з 1958 року.
У 1959—1962 роках — інструктор, 2-й, 1-й секретар Зугдідського районного комітету комсомолу.
З 1962 року — секретар Зугдідського районного комітету КП Грузії; заступник секретаря Зугдідського промислово-виробничого комітету КП Грузії.
У 1963 році закінчив Грузинський політехнічний інститут, а в 1968 році — Вищу партійну школу при ЦК КПРС. 
У 1964—1968 роках — консультант Грузинського республіканського Будинку політосвіти ЦК і Тбіліського комітету КП Грузії.
У 1968—1970 роках — інструктор ЦК КП Грузії.
У 1970—1973 роках — 1-й секретар Цхакаївського районного комітету КП Грузії.
У 1973 — грудні 1974 року — 2-й секретар Аджарського обласного комітету КП Грузії.
27 грудня 1974 — 9 січня 1979 року — міністр сільського господарства Грузинської РСР.
9 січня 1979 — 19 вересня 1985 року — 1-й заступник голови Ради міністрів Грузинської РСР.
17 серпня 1985 — 14 квітня 1989 року — секретар ЦК КП Грузії.
З 14 квітня 1989 до 15 листопада 1990 року — голова Ради міністрів Грузинської РСР.
Потім — завідувач кафедри макроекономіки сухумської філії Грузинського технічного університету.

## Нагороди і звання
- два ордени Трудового Червоного Прапора